# ایادی امرالله
ایادی امرالله (مخفف: ایادی یا ایادی امر، جمع: ایادیان یا ایادیان امر یا ایادیان امرالله) در دیانت بهائی به گروهی از بهائیان گفته می‌شود که توسط بهاءالله، عبدالبهاء، و شوقی افندی، برای انتشار تعالیم بهائی و حفظ همبستگی جامعهٔ آن منصوب شده بودند. مجموع تعداد ایادیان در طول تاریخ امر بهائی ۵۰ نفر بوده‌است. بهاءالله چهار نفر را در زمان زندگیشان به عنوان ایادی امرالله تعیین نمود، عبدالبهاء نیز چهار نفر را بعد از درگذشتشان به عنوان ایادی امرالله اعلام نمود، و بعد از او شوقی افندی چهل و دو نفر را طی سی و شش سال به این مقام منصوب داشت. عبدالبهاء نقش این افراد را به‌طور رسمی تعریف کرد و وظایف آن‌ها را مورد تشریح و تأکید قرار داد، و در وصیت‌نامهٔ خود موسوم به الواح وصایا مرقوم نمود که وظیفهٔ انتخاب و هدایت ایادیان امرالله در آینده بر عهدهٔ جانشین او شوقی افندی است. شوقی افندی چند هفته قبل از درگذشتش با انتصاب آخرین گروه ایادیان در نامه‌ای به بهائیان جهان، هیئت ایادیان امرالله را «حارسان اعظم» این آیین معرفی نمود. این هیئت پس از درگذشت شوقی افندی تا انتخاب بیت‌العدل اعظم وظیفهٔ سرپرستی و مرجعیت بهائیان جهان را به مدت شش سال بر عهده داشتند. برخلاف سایر ادیان، در آیین بهائی به «افراد» مرجعیت داده نشده‌است، و تصمیم‌گیری به صورت گروهی در شوراهای بهائی که به صورت آزاد، با رأی مخفی، و بدون تبلیغات، توسط بهائیان انتخاب شده‌اند، انجام می‌شود که در رأس آن بیت‌العدل اعظم قرار دارد. پیش‌بینی ادارهٔ موقت امور توسط ایادیان امرالله تا تشکیل بیت‌العدل اعظم در کتاب اقدس آمده‌است. پس از تشکیل بیت‌العدل اعظم در اردیبهشت ۱۳۴۲ شمسی (۱۹۶۳ میلادی) وظایف هیئت ایادیان امرالله از طریق هیئت‌های جدیدی به اسم مشاورین قاره‌ای و سپس به وسیلهٔ دارالتبلیغ بین‌المللی که با عضویت چند مشاور، و جمیع ایادیانِ امرالله که عضو دائم آن بودند دنبال شد. آخرین ایادی امرالله در سال ۱۳۸۶ شمسی درگذشت.

## تاریخچه
در دیانت بهائی تعیین افرادی با عنوان ایادیان امرالله در زمان بهاءالله شروع شد؛ پس از وی جانشین او، عبدالبهاء که به عنوان «مرکز عهد و میثاق» بهاءالله شناخته می‌شود، در یکی از کتاب‌های خود به نام «تذکرةالوفا» از چند تن از بهائیان با عنوان ایادی امرالله نام برد. عبدالبهاء، نحوهٔ انتصاب و وظایف هیئت ایادیان را در وصیت‌نامه‌اش (الواح وصایا) تشریح نمود و وظیفهٔ تعیین ایادی امرالله را به ولی امرالله موکول کرد. شوقی افندی، جانشین عبدالبهاء، در زمان حیات خود افرادی را به سِمت ایادی امرالله منصوب داشت. وی در زمان جانشینی و هدایت جامعه بهائیان عالم تدریجاً چهل و دو نفر را در نقاط مختلف جهان به عنوان ایادی امرالله تعیین کرد. به این ترتیب تعداد افرادی که به عنوان ایادیان امرالله تعیین شدند در مجموع پنجاه نفر است. ۴ نفر را بهاءالله، ۴ نفر را عبدالبهاء و ۴۲ نفر را شوقی افندی به این عنوان منصوب کردند. بعد از درگذشت شوقی افندی (ولی امرالله) تا زمان تشکیل بیت‌العدل اعظم، یعنی از سال ۱۳۳۶ تا ۱۳۴۲ شمسی، ایادیان امرالله بر اساس راهنمایی‌های شوقی افندی که در آخرین پیام خود ۱۰ مهر ۱۳۳۶ (۲ اکتبر ۱۹۵۷) چند هفته قبل از درگذشت ناگهانی خود به بهائیان جهان داده بود به صورت گروهی مدیریت جامعهٔ بهائی را بر عهده گرفتند و وظایف خود را در حفظ و صیانت جامعهٔ بهائی و تشویق و ترغیب بهائیان برای تکمیل اهداف نقشهٔ ده‌سالهٔ شوقی افندی که منجر به انتخاب بیت‌العدل اعظم می‌شد اجرا نمودند. در این مدتِ شش سال، فقط بیست و هفت نفر از ایادیان امرالله در قید حیات بودند. آنان تا پایان عمرشان با مشورت‌های دوجانبه با بیت‌العدل اعظم به فعالیت‌های خود ادامه دادند. آخرین ایادی امرالله (علی‌محمد ورقا) در سال ۱۳۸۶ شمسی درگذشت.

## انتصاب ایادیان امرالله

### دورهٔ بهاءالله (۱۸۶۳–۱۸۹۲) ۱۲۴۲ – ۱۲۷۱ شمسی
بهاءالله چهار نفر را بین سال‌های ۱۲۶۳ و ۱۲۶۸ شمسی به مقام ایادی امرالله برگزید: میرزا علی‌محمد خراسانی (ابن اصدق)، حاجی ملا علی‌اکبر شهمیرزادی (حاجی آخوند)، میرزا محمدتقی (ابن ابهر) و میرزا حسن ادیب (ادیب العلماء). این چهار ایادی یکی از راه‌های ارتباطی بین بهاءالله و بهائیان ایران بودند و بعد از درگذشت بهاءالله نقشی اساسی در حمایت از جانشینی عبدالبهاء و حفظ وحدت بهائیان ایفا نمودند. آن‌ها در سال ۱۲۷۸ شمسی به دستور عبدالبهاء اولین محفل روحانی بهائی را در تهران تشکیل دادند.

### دورهٔ عبدالبهاء (۱۸۹۲–۱۹۲۱) ۱۲۷۱ – ۱۳۰۰ شمسی
عبدالبهاء فرزند ارشد بهاءالله و جانشین منصوب او، در دورهٔ جانشینی خود چهار نفر ایادی را که به‌طور مستمر به فعالیت‌های خود در پیروی از عبدالبهاء ادامه می‌دادند هدایت کرد. آن‌ها در محافظت آیین بهائی در مقابله با حملات پشتیبانان محمدعلی، برادر کوچک‌تر و ناتنی عبدالبهاء، که اختیارات او را به‌عنوان جانشین منتخب بهاءالله به چالش می‌کشیدند، نقش برجسته‌ای داشتند. عبدالبهاء در کتاب تذکرةالوفا به چهار نفر از بهائیان که در طول زندگانی خود به انجام وظایف انتشار تعالیم بهائی و آموزش مرام و اخلاق با ازخودگذشتگی مشغول بودند، به عنوان ایادی امرالله نام برده‌است. این افراد عبارت‌اند از آقا محمد قائنی (نبیل اکبر)، آقا میرزا علی‌محمد ورقا که با پسرش روح‌الله زندگی خود را در راه دیانت بهائی از دست دادند، محمد رضای یزدی، و ملا صادق مقدس خراسانی که در بین بهائیان به اسم‌الله الاصدق هم معروف است.

### دورهٔ شوقی افندی (۱۹۲۱–۱۹۵۷) ۱۳۳۶–۱۳۰۰ شمسی[۱۲]
- در مرحلهٔ اول شوقی افندی افرادی را که در زمان حیاتشان در انتشار و پیشرفت منویات بهائی فعالیت‌های فداکارانه و قابل ملاحظه‌ای داشتند به عنوان ایادی امرالله نام برد.

1. جان اِبینِزِر اِسیلمونت (به انگلیسی: John E. Esslemont) (۱۲۵۳ شمسی - ۱۳۰۴) اسکاتلند
2. کیث رَنسام کِلِر (به انگلیسی: Keith Ransom-Kehler) (۱۲۵۴–۱۳۱۱) ایالات متحده
3. مارثا روت (به انگلیسی: Martha Root) (۱۲۵۰ – ۱۳۱۷) ایالات متحده
4. جان هنری هاید دانّ (به انگلیسی: John Henry Hyde-Dunn) (۱۲۳۳ – ۱۳۱۹) استرالیا
5. سیّد مصطفی رومی (درگذشت: ۱۳۲۰) برمه (میانمار امروز)
6. عبدالجلیل بِیک سعد (درگذشت: ۱۳۲۰) مصر
7. محمد تقی اصفهانی (درگذشت: ۱۳۲۴) مصر
8. رُی ویلهِلم (به انگلیسی: Roy C. Wilhelm) (۱۲۵۳ – ۱۳۲۹) ایالات متحده
9. لوئیس جورج گرِگُری (به انگلیسی: Louis Gregory) (۱۲۵۲ – ۱۳۲۹) آفریقایی الاصل، ایالات متحده
10. ابوالحسن اردکانی، امین حقوق الله (۱۲۰۹–۱۳۰۶) ایران

- در مرحلهٔ دوم شوقی افندی افرادی را به صورت انفرادی در دوران حیاتشان به عنوان ایادی امرالله معرفی نمود. تاریخ انتصاب در آخر سطر در داخل [ ] آمده‌است.

1. روحیه‌خانم (۱۲۸۸ – ۱۳۷۸) [۱۳۳۰] مرکز جهانی بهائی
2. جلال خاضع (۱۲۷۵ – ۱۳۶۳) [۱۳۳۱] ایران
3. پال اِدموند هِینی (به انگلیسی: Paul E. Haney) (۱۲۸۷ – ۱۳۶۰) [۱۳۳۲] ایالات متحده
4. علی‌محمد ورقا (۱۲۸۹ – ۱۳۸۵) [۱۳۳۳] ایران
5. اَگنِس بالدْوین اَلِکسَندِر (به انگلیسی: Agnes B. Alexander) (۱۲۵۳ – ۱۳۴۹) [۱۳۳۵] هاوائی

- در مرحلهٔ سوم شوقی افندی اولین گروه انتصابی ایادیان را در ۲ دی ماه ۱۳۳۰ شمسی معرفی نمود:

1. دوروتی بیچِر بِیکِر (به انگلیسی: Dorothy Baker) (۱۲۷۶ – ۱۳۳۲) ایالات متحده
2. امیلیا اِنگِلدِر کالینز (به انگلیسی: Amelia E. Collins) (۱۲۵۱–۱۳۴۱) ایالات متحده
3. علی‌اکبر فروتن (۱۲۸۳ – ۱۳۸۲) ایران
4. یوگو جیاکِری (به انگلیسی: Ugo Giachery) (۱۲۷۴ – ۱۳۶۸) ایتالیا
5. هِرمان گروسمَن (به انگلیسی: Hermann Grossmann) (۱۲۷۷ – ۱۳۴۷) آلمان
6. هورِس هاچکیس هالّی (به انگلیسی: Horace Holly) (۱۲۶۶ – ۱۳۳۹) ایالات متحده
7. لرُی س. آیواس (به انگلیسی: Leroy Ioas) (۱۲۷۴ – ۱۳۴۴) ایالات متحده
8. ویلیام سادِرلَند مَکسوِل (به انگلیسی: William Sutherland Maxwell) (۱۲۵۳ – ۱۳۳۱) کانادا
9. طرازالله سمندری (۱۲۵۳ – ۱۳۴۷) ایران
10. ولی‌الله ورقا (۱۲۶۳ – ۱۳۳۴) ایران
11. جورج تآونزِند (به انگلیسی: George Townshend) (۱۲۵۵ – ۱۳۳۶) ایرلند
12. چارلز مِیسِن ریمی (به انگلیسی: Charles Mason Remey) (۱۲۵۳ – ۱۳۵۳) ایالات متحده

- در مرحلهٔ چهارم شوقی افندی دومین گروه انتصابی ایادیان را در تاریخ ۹ اسفند ۱۳۳۰ شمسی معرفی نمود.

1. زیگْفرید شافْلاکِر (به انگلیسی: Siegfried Schopflocher) (۱۲۵۶ – ۱۳۳۲) کانادا
2. شعاع الله علائی (۱۲۶۸ – ۱۳۶۳) ایران
3. موسی بَنانی (۱۲۶۵ – ۱۳۵۰) آفریقا
4. کلارا دانّ (به انگلیسی: Clara Dunn) (۱۲۴۸ – ۱۳۳۹) استرالیا
5. ذکرالله خادم (۱۲۸۳ – ۱۳۶۵) ایران
6. آدِلبرت مولْشْلیگِل (به انگلیسی: Adelbert Muhlschlegel) (۱۲۷۶ – ۱۳۵۹) آلمان
7. کُرینْ نایْت تْرو (به انگلیسی: Corinne True) (۱۲۴۰ – ۱۳۴۰) ایالات متحده

- در مرحلهٔ پنجم شوقی افندی یک گروه انتصابی ایادیان را در ۱۰ مهرماه ۱۳۳۶ به جهان بهائی معرفی نمود:

1. حسن موّقر بالیوزی (۱۲۸۷ – ۱۳۵۹) جزایر بریتانیا
2. ابوالقاسم فیضی (۱۲۸۵ – ۱۳۵۹) شبه‌جزیرهٔ عربستان
3. جان گْرَهَم فِرابی (به انگلیسی: John Ferraby) (۱۲۹۳ – ۱۳۵۲) جزایر بریتانیا
4. هَرولد کالیس فِدِرستون (به انگلیسی: H. Collis Featherstone) (۱۲۹۴ – ۱۳۶۹) منطقهٔ اقیانوس آرام
5. رحمت‌الله مهاجر (۱۳۰۴ – ۱۳۵۸) منطقهٔ اقیانوس آرام
6. ایناک اُلینْگا (به انگلیسی: Enoch Olinga) (۱۳۰۷ – ۱۳۵۸) اوگاندا، آفریقا
7. جان اَلدَم روبارتْز (به انگلیسی: John Robarts) (۱۲۸۰ – ۱۳۷۰) آفریقای جنوبی و آفریقای غربی
8. ویلیام سیرز (به انگلیسی: William Sears) (۱۲۹۰ – ۱۳۷۱) آفریقای جنوبی و آفریقای غربی

## شرح وظایف هیئت ایادیان امرالله
عبدالبهاء در الواح وصایا که وصیت‌نامهٔ او است، به تشریح شیوهٔ انتصاب و وظایف هیئت ایادیان امرالله پرداخت. طبق این سند ایادی امرالله باید توسط جانشین عبدالبهاء یعنی شوقی افندی منصوب شوند. در این سند همچنین عبدالبهاء وظایف این افراد را در قالب دو وظیفهَٖٔ عمدهٔ محافظت جامعهٔ بهائی از اختلاف و تفرقه و انتشار تعالیم این آیین مشخص نمود که مواردی چون ترغیب به یادگیری و آموزش، تشویق و رهبری اخلاقی را نیز شامل می‌شد.
شوقی افندی در دورهٔ ۱۳۳۰–۱۳۳۶ (۱۹۵۱–۱۹۵۷ میلادی) به تشریح جزئیات ساختار و وظایف هیئت ایادیان پرداخت. او نقش رابط بین شوقی افندی در مقام مرجع آیین بهائی و ایادیان قاره‌ای را به هیئت ایادیان ساکن مرکز جهانی بهائی (حیفا، اسرائیل) محول نمود و به تمام ایادیان امرالله در سراسر جهان مسئولیت برقرار ساختن ارتباط با محافل روحانی ملی را به منظور کمک به آن‌ها برای دستیابی به اهداف نقشهٔ ده‌ساله محول کرد؛ اختیار تصمیم‌گیری در مورد تعیین نواحی مسئولیت اعضای هیئت‌های معاونت و همچنین مسائل ثانویه در مورد توسعهٔ فعالیت‌های آنان و نحوهٔ همکاری با محافل روحانی ملی را به ایادی امرالله در هر قاره واگذار نمود و پنج صندوق بهائی قاره‌ای که فقط پیروان این آیین حق کمک به آن‌ها را در هر قاره‌ای داشتند در قاره‌های آفریقا، آمریکا، آسیا، اقیانوسیه و اروپا به منظور آسان کردن اجرای وظایف این هیئت‌ها تأسیس نمود.

### انتشار آیین بهائی
شوقی افندی اگرچه در پیروی از مندرجات وصیتنامهٔ عبدالبهاء، همچنان وظایف ایادی امرالله را در قالب دو وظیفهٔ عمدهٔ انتشار آیین بهائی و محافظت از وحدت آیین بهائی تعریف می‌کرد، ولی در پنج سال اول مدیریت خود، وظایفی که به ایادیان محول می‌کرد همگی راجع به انتشار آیین بهائی بود. او در سال ۱۳۳۲ شمسی (۱۹۵۳ میلادی) از نقشه‌ای جامع - به نام نقشهٔ ده‌ساله - برای گسترش آیین بهائی در سراسر دنیا رونمایی کرد که اهدافی چون چهار برابر کردن تعداد محافل ملی و منطقه‌ای بهائی در دنیا (از ۱۲ کشور به ۴۸ کشور) و تشکیل بیت‌العدل اعظم، بالاترین نهاد تصمیم‌گیری در آیین بهائی را دنبال می‌کرد. شوقی افندی ایادیان امرالله را پیشاهنگان این نقشه نامید او در همان سال از پنج ایادی امرالله خواست که به نمایندگی از او در چهار کنفرانس بین قاره‌ای که به منظور آغاز به کار نقشه تشکیل می‌شد شرکت کنند. بعد از شروع نقشه با تشکیل هر محفل ملی یا محفل منطقه‌ای جدیدی (شانزده محفل ملی و منطقه‌ای جدید تا اکتبر ۱۳۳۶ تشکیل شد) شوقی افندی یکی از ایادیان را به نمایندگی از خود برای حضور در جلسهٔ تشکیل آن محفل اعزام داشت. وی همچنین از ایادیان خواست تا برای تسهیل وظیفهٔ انتشار آیین بهائی، برای هر قاره هیئتی نه نفره تحت عنوان «هیئت معاونت» تشکیل دهند. هیئت‌های معاونت به عنوان نمایندگان و دستیاران ایادیان با محافل ملی قارهٔ خود همکاری می‌کردند. او همچنین برای کمک به ایادیان و هیئت‌های معاونت آن‌ها برای هر قاره، صندوقی تأسیس کرد و سرپرستی آن را به یکی از ایادیان سپرد. در طول نقشهٔ ده‌ساله اعضای هیئت‌های معاونت به‌صورت منظم و سازمان‌یافته به جوامع بهائی سر می‌زدند و آنها را در اجرای اهداف نقشهٔ ده‌ساله راهنمایی و تشویق می‌کردند و ایادیان امرالله به محافل ملی مشاوره می‌دادند.

### حفظ وحدت جامعهٔ بهائی
عبدالبهاء در مورد وظیفه حفظ وحدت جامعه بهائی در الواح وصایا از بهائیان و ایادیان امرالله می‌خواهد که با پیروی از ولی امرالله که برای اداره و هدایت جامعه بهائی منصوب شده و بعد از عبدالبهاء مرجع آیین بهائی است، وحدت جامعه را حفظ نمایند و از تفرقه و اختلاف جلوگیری کنند. در همین راستا ایادیان امرالله همواره تلاش در جهت حفظ یکپارچگی و انسجام جامعه بهائی داشتند و از هرگونه تفرقه و اختلاف درون این جامعه جلوگیری می‌کردند. با راهنمایی شوقی افندی چند سال بعد از تأسیس «هیئت‌های معاونت» برای انتشار آیین بهائی «هیئت‌های معاونت» برای حفظ وحدت جامعه نیز تشکیل شد که ایادیان امرالله را در راستای ایفای این وظیفه یاری می‌نمودند.

### همکاری با محافل ملی
شوقی افندی وظیفهٔ همکاری و مشاوره با محافل ملی بهائی را برای ایادیان در دو زمینهٔ محافظت جامعه از تفرقه و اختلاف و انتشار آیین بهائی تعیین نمود. محافل ملی هیئت‌های نه نفره‌ای هستند که با رأی بهائیان انتخاب می‌شوند و امور جامعهٔ بهائی را در سطح ملی مدیریت می‌کنند. برای تحقق این همکاری شوقی افندی از ایادیان امرالله خواست که در قاره‌های مختلف دستیارانی برای خود با عنوان «هیئت معاونت» انتخاب کنند. ایادیان دو هیئت تأسیس کردند. اولین گروه برای انتشار آموزه‌های آیین بهائی در سال ۱۳۳۲ شمسی شکل گرفت و گروه دوم سه سال بعد برای حفظ وحدت این آیین در سال ۱۳۳۶ شمسی تأسیس شد.

### تشویق به یادگیری و آموزش
بیشتر ایادیان امرالله، علاوه بر وظایف دیگرشان در زمینهٔ تشویق به یادگیری و آموزش از طریق پژوهش، نوشتن و تولید محتوا برای رسانه‌های جمعی که همگی معمولاً با مسافرت‌های بین‌المللی همراه بود فعالیت می‌کردند. تعدادی از ایادیان امرالله که قبل از انتصاب، نویسندگان برجسته‌ای بودند به خدمات خود از طریق نویسندگی ادامه دادند.
برای نمونه هورِس هالی که برای سال‌ها نویسندهٔ پرکاری بود، وقتی به مقام ایادی منصوب شد مجموعه‌ای مقالات با عنوان «دین برای جامعهٔ بشری» و چند جزوه و کتاب راجع به آیین بهائی به رشتهٔ تحریر درآورد. جورج تآونزِند که سابقاً از روحانیون عالی‌رتبهٔ مسیحی و نویسندهٔ پرکاری بود بعد از انتصاب به مقام ایادی کتابی با نام «مسیح و بهاءالله» نوشت. جان فرابی کتابی پرخواننده در معرفی آیین بهائی به نام «همه چیز تازه شدند: تصویری جامع از آیین بهائی» تألیف کرد. هرمان گروسمن که از دههٔ ۱۹۲۰ راجع به آیین بهائی می‌نگاشت آثاری دیگر در این زمینه به زبان آلمانی تحریر نمود. از جمله کتاب «آیین بهائی چیست؟» و «باورمند بهائی کیست و جامعهٔ بهائی چیست؟». او همچنین آثاری از بهاءالله و عبدالبهاء را به آلمانی ترجمه کرد. روحیه ربانی همسر شوقی افندی که کتابی پرطرفدار با عنوان «نسخه‌ای برای زندگی» در سال ۱۹۵۰ نگاشته بود، بعد از انتصاب به مقام ایادی چندین کتاب دیگر تألیف نمود از جمله زندگینامهٔ شوقی افندی که تحت عنوان «گوهر یکتا» به چاپ رسید و یک کتاب شعر. او همچنین دو مستند طولانی از سفرهایش در آمریکای جنوبی و زیارتگاه‌های بهائی در شهرهای حیفا و عکا تولید کرد. حسن بالیوزی که پس از سال ۱۹۶۳ به علت وخامت سلامتش دیگر قادر به سفر نبود تا زمان درگذشتش در سال ۱۹۸۰ بر کارهای پژوهشی و علمی متمرکز شد و آثار دانشورانه مهمی در مورد زندگی و رسالت شخصیت‌های اصلی آیین بهائی تألیف کرد. ابوالقاسم فیضی کتابها و مقالات فراوانی نوشت و آثاری را از انگلیسی به فارسی و بالعکس ترجمه نمود مانند کتاب «گوهر یکتا» که از انگلیسی به فارسی برگرداند. وی همچنین کتابی دربارهٔ زندگی ایادی امرالله امیلیا کالینز به رشتهٔ تحریر درآورد. یوگو جیاکری علاوه بر سفرهای گوناگون برای دیدار جوامع بهائی، کتابی با عنوان «خاطراتی دربارهٔ شوقی افندی» و علی‌اکبر فروتن کارهای دانشورانهٔ زیادی در زمینهٔ تعلیم و تربیت فرزندان به فارسی انجام داد که به انگلیسی و زبان‌های دیگر ترجمه شد، مانند «مادران، پدران و فرزندان»، «راهنمای عملی تربیت فرزند»، «راه تربیت نونهالان» و «رسائل علمی». ویلیام سیرز یک مجموعه برنامهٔ تلویزیونی راجع به آیین بهائی تولید کرده و سخنرانی‌ها و نمایش‌هایی نیز در این رابطه ترتیب داد. او همچنین یک سری کتاب‌های پرطرفدار راجع به دیانت بهائی نوشت از جمله «دزد در شب»، «شراب شگفت‌انگیز»، «خدا خنده را دوست دارد» و «فریاد از دل: بهائیان ایران»

## مقام ایادی امرالله در دیانت بهائی
بهائیان معتقدند ایادیان امرالله به واسطهٔ نقشی که با روح فداکاری و فروتنی در مسیر حفظ وحدت و انتشار آیین بهائی ایفا نمودند به این مقام منصوب شدند. عبدالبهاء در متنی در وصف ایادیان می‌گوید آنان کسانی هستند که به نشر و ترویج دیانت بهائی پرداختند، از غیر خدا گسستند و در دنیا با پارسایی زیستند و در دل‌های بندگان الهی آتش محبت خداوند را شعله‌ور ساختند. او همچنین آنان را افرادی توصیف می‌کند که آثار پاکی و معنویت ایشان در قلوب مردم اثر کرده و دل‌های آنان را به حُسن اخلاق، نیت و عدالت مجذوب می‌کند. با این حال ایادیان امرالله را نباید با طبقهٔ روحانیون اشتباه گرفت چرا که بهاءالله این طبقه را در آیین بهائی منسوخ کرده و ادارهٔ امور جامعه‌های محلی، ملی و بین‌المللی بهائی را به بهائیان در شوراهای انتخابی و انتصابی داده که با مشورت بر اساس اصولی که در آثار بهاءالله و عبدالبهاء آموزش می‌شوند تصمیم‌گیری می‌کنند.

## مدیریت جامعهٔ جهانی بهائی
شوقی افندی چند هفته پیش از درگذشت‌اش پیامی به جهان بهائی ارسال داشت که ایادیان امرالله را در آن با عنوان «حارسان اعظم جامعهٔ جنینی امر بهاءالله» معرفی کرد. با استناد به این پیام آنان تا تشکیل بیت‌العدل اعظم مدیریت موقت جامعهٔ جهانی بهائی را به مدت ۵ سال (از سال ۱۳۳۶ شمسی تا سال ۱۳۴۲ شمسی) بر عهده گرفتند و به ایفای وظایف خود برای پیشرفت آیین بهائی و انجام اوامر شوقی افندی در غیاب او ادامه دادند. پیش‌بینی ادارهٔ موقت امور توسط ایادیان امرالله تا تشکیل بیت‌العدل اعظم در کتاب اقدس آمده‌است. سه عامل به هم پیوسته مشکلی را که جهان بهائی با درگذشت ناگهانی شوقی افندی با آن روبه‌رو شده بود حل نمود: (۱) از اظهاراتی که شوقی افندی بیان کرده بود واضح بود که وی در این فکر بوده که شرایط انتخاب بیت‌العدل اعظم پس از انجام موفقیت‌آمیز اهداف نقشهٔ ده‌ساله آماده خواهد شد. (۲) جامعهٔ بهائی راهنمایی‌های اساسی لازم خود را از نقشهٔ دقیق شوقی افندی که شامل جزئیات مورد نظرش بوده دریافت می‌کند. (۳) و نهایت این‌که شوقی افندی در یکی از پیام‌های اخیر خود به جهان بهائی، ایادیان امرالله را با عنوان «حارسان اعظم نظم جنینی جهانی بهاءالله» نامیده و از آنان خواسته بود که از نزدیک با محفل‌های روحانی ملی کشورهای مختلف همکاری نزدیک داشته باشند تا اهداف نقشه به خوبی پیش رود و آیین بهائی اتحاد خود را حفظ کند.

### اولین گردهمایی مجمع ایادیان در مرکز جهانی بهائی (۱۳۳۶ شمسی)
پس از درگذشت شوقی افندی از بیست و هفت نفر ایادیانِ در قید حیات بیست و شش ایادی امر در حیفا جمع شدند. آن‌ها پس از برداشتن مهروموم از گاوصندوق و میز کار او، وصیت‌نامه یا سندی که حامل اطلاعاتی راجع به جانشین وی باشد نیافتند. آن‌ها در تاریخ ۴ آذر ۱۳۳۶ در پایان اولین جلسهٔ عمومی ایادیان با ارسال پیامی به بهائیان در سراسر جهان آنان را از وضعیت موجود مطلع ساختند. در این پیام آمده‌است که شوقی افندی وصیت‌نامه‌ای از خود به‌جای نگذاشته‌است، و جانشینی برای خود تعیین نکرده‌است. او طبق آثار بهائی گزینه‌ای برای این مقام نداشته‌است. حال که مؤسسات اداری بهائی به خوبی تأسیس شده و نقشهٔ پیشرفت آیین بهائی برقرار است ایادیان امرالله که به‌وسیلهٔ شوقی افندی با عنوان «حارسان اعظم جامعهٔ جنینی امر بهاءالله» معرفی شده بودند ۹ نفر را از میان خود با شیوه‌ای از رأی‌گیری که فردی از رأی دیگران اطلاع نداشت انتخاب کردند که تا تشکیل بیت‌العدل اعظم به‌صورت موقت به سرپرستی امور جامعهٔ جهانی بهائی بپردازد. این گروه ۹ نفری که با عنوان «هیئت ایادیان مستقر در مرکز جهانی بهائی (حیفا، اسرائیل)» شناخته می‌شوند. پس از درگذشت شوقی افندی (۱۳۳۶ شمسی) تا انتخاب بیت‌العدل اعظم (۱۳۴۲ شمسی) بالاترین مرجع جهان بهائی محسوب می‌شدند.
اعضای این گروه عبارت بودند از. ۱- روحیه ربانی، ۲- میسن ریمی، ۳- امیلیا کالینز، ۴- لِروی آیوآس (Leroy Ioas), ۵- علی‌اکبر فروتن، ۶- جلال خاضع، ۷- ابوالقاسم فیضی، ۸- پال هنی (Paul Haney) ۹- حسن بالیوزی. تمام ایادیان امرالله، بیانیهٔ رسمیِ مربوط به عدم وجود جانشین شوقی افندی و ایجاد هیئت ۹ نفری ایادیان امرالله مقیم مرکز جهانی بهائی (حیفا، اسرائیل) برای مدیریت موقت جامعه را امضاء کردند. ایادیان مقیم ارض اقدس اولین نامهٔ رسمی خود را به محفل‌های روحانی ملی در تاریخ ۲ دسامبر ۱۹۵۷ ارسال داشتند. پس از آن تمام محافل روحانی ملی و منطقه‌ای موجود در قاره‌های مختلف، مرجعیت آنان را به رسمیت شناختند. این هیئت با مشورت بین خود و سایر ایادیان در قاره‌های مختلف و از طریق رأی‌گیری تصمیم‌گیری می‌کردند. علاوه بر وظایف اولیه‌ای چون حفظ وحدت و انتشار آیین بهائی، در غیاب شوقی افندی مسئولیت‌هایی مانند حفظ و توسعهٔ اماکن بهائی و متعلقات آن‌ها در مرکز جهانی بهائی در اسرائیل؛ مکاتبه با محافل منطقه‌ای و ملی و راهنمایی و همکاری با آنان و تکمیل اهداف نقشهٔ ده‌ساله به وظایف ایادیان امرالله افزوده شد. تعداد اعضای هیئت ایادیان امرالله مقیم مرکز جهانی بهائی همیشه ۹ نفر بود و اگر عضوی درمی‌گذشت یا به دلایلی نمی‌توانست در جلسه شرکت کند با فرد دیگری جایگزین می‌شد.

### دومین گردهمایی مجمع ایادیان (۱۳۳۷ شمسی)
پس از گردهمایی دوم، مجمع ایادی در مهرماه ۱۳۳۷ شمسی به بهائیان جهان اطلاع دادند که وقت آن رسیده که در پایان نقشهٔ ده‌ساله، که جشن صدمین سال اعلان عمومی رسالت بهاءالله در بغداد بود، بیت‌العدل اعظم در دورهٔ رضوان ۱۳۴۲ انتخاب شود.

### سومین گردهمایی مجمع ایادیان (۱۳۳۸ شمسی)
در سومین گردهمایی خود مجمع ایادی در سال ۱۳۳۸ شمسی قرار گذاشتند که تعداد محافل روحانی ملی تا سال‌های ۱۳۴۰ و ۱۳۴۱ شمسی باید به ۳۳ برسد تا بنیان وسیعی از نمایندگان بهائیان جهان برای انتخاب بیت‌العدل اعظم به‌وجود آید. در همان زمان اعلان شد که در رضوان ۱۳۳۹ تمام محافل روحانی ملی و منطقه‌ای موجود، آراء خود را برای انتخاب ۹ نفر اعضاء جدید شورای بین‌المللی بهائی از طریق پست به مرکز جهانی ارسال دارند. همهٔ بهائیان جهان که بالای ۲۱ سال بودند، به استثنای ایادیان، واجد شرایط انتخاب شدن بودند. این شورا پیش‌درآمدی برای انتخابات بیت‌العدل در دو سال آینده بود و تحت هدایت هیئت ایادی مقیم مرکز جهانی بهائی (حیفا، اسرائیل) انجام وظیفه می‌کرد. برنامهٔ انتخاب شورای انتخابی بین‌المللی بهائی در سال ۱۳۳۹ شمسی (۱۹۶۱ میلادی) بدون وقفه انجام شد. در دوران کوتاه سرپرستی ایادیان امرالله، تعداد مراکز بهائی در سراسر جهان از نزدیک به ۴۱۰۰ مرکز به ۱۱۰۰۰ مرکز رسید. تعداد محافل روحانی ملی از ۲۶ به ۵۶ رسید و همچنین موفق شدند نقشه‌های شوقی افندی را برای ساختمان مشرق‌الاذکارهای کامپالا در اوگاندا، سیدنی در استرالیا، و فرانکفورت در آلمان را تکمیل کنند. همچنین در زمستان ۱۹۶۱ (۱۳۳۹ شمسی) ساختمان دارالآثار که تزئینات درونی آن زیر نظر ایادیان تکمیل شده بود به روی زائران مرکز جهانی بهائی باز شد.
در این میان میسن ریمی در جلسهٔ سوم مجمع ایادیان امرالله، مسئلهٔ جانشینی شوقی افندی و نیاز به یک ولی امر جدید را مطرح کرد که با عدم تأیید سایر ایادیان مواجه شد. زیرا هیچ وصیت‌نامه یا یادداشتی مبنی بر این‌که شوقی افندی او را به عنوان جانشین خود انتخاب کرده باشد وجود نداشت. ریمی خود در سال ۱۳۳۶ شمسی به همراه سایر ایادیان امرالله بیانیه‌ای رسمی به امضا رسانده بود که شوقی افندی جانشینی برای خود تعیین نکرده‌است. پس از جلسهٔ مجمع ایادی او گوشهٔ عزلت گرفت و در سال ۱۳۴۰ ادعا کرد که دومین ولی امر و جانشین شوقی افندی است و بهائیان جهان را به اطاعت از خود دعوت نمود. با ادامهٔ اصرار ریمی بر ادعای خود، وی در سال ۱۳۴۰ توسط هیئت ایادیان امرالله از سِمَت ایادی امر عزل و از جامعهٔ بهائی طرد شد. ریمی تنها موفق به جلب تعداد کمی طرفدار برای خود شد و همان‌طور که خود بعدها اظهار کرد تقریباً تمام جامعهٔ بهائی ادعای او را نپذیرفتند. برگزاری انتخابات و تشکیل بیت‌العدل اعظم در سال ۱۳۴۲ شمسی با شادی و شعف بهائیان همراه شد و ریمی و طرفدارانش به‌سرعت اهمیت خود را برای بهائیان از دست دادند.

## انتخاب بیت‌العدل اعظم (اردیبهشت ۱۳۴۲)
در پایان نقشهٔ ده‌ساله ایادیان امرالله که تعدادشان به ۲۶ نفر می‌رسید اعضای ۵۶ محفل روحانی ملی را به جلسهٔ شور بین‌المللی دعوت کردند تا ۹ نفر اعضای بیت‌العدل اعظم را انتخاب کنند. ایادیان امرالله عضویت خود را در بیت‌العدل اعظم ممنوع اعلام کردند و از رأی‌دهندگان خواستند به آن‌ها رای ندهند. پس از انتخابات سالانهٔ این محافل در کشورهای خود، حدود ۳۰۰ نفر از آنان در اولین جلسهٔ شور بین‌المللی بهائی در حیفا جمع شدند و اعضای بیت‌العدل را انتخاب کردند. با اِتمام انتخابات بیت‌العدل اعظم، شرکت‌کنندگان و اعضای اولین بیت‌العدل اعظم و بهائیان دیگر برای شرکت در جشن صدمین سال اعلان عمومی دعوت بهاءالله راهی لندن شدند. ۷۰۰۰ بهائی از پیشینه‌های نژادی و دینی مختلف در این جشن شرکت کردند.
پس از انتخاب بیت‌العدل، دوران مدیریت هیئت ایادیان امرالله به پایان رسید. تمامی ایادیان و «هیئت ایادی مقیم مرکز جهانی بهائی (حیفا، اسرائیل)» به وظایف محولهٔ دیگر خود تا پایان حیات ادامه دادند. در پیام ۷ مه ۱۹۶۳ به بهائیان جهان، بیت‌العدل اعظم با تأکید بر مراتب سپاس خود که در کنگرهٔ جهانی بهائی در لندن به ایادیان تقدیم نموده بود آن‌ها را به‌عنوان علمداران و مشاوران مجرب نقشهٔ جدید (۹ ساله) معرفی کرد.

### ادامهٔ فعالیت‌های هیئت ایادی امرالله
در آبان ۱۳۴۳ بیت‌العدل اعلام کرد که انتصاب ایادیان جدید امرالله یا تشریع قوانینی برای این کار جزو اختیاراتش نیست. اما ایجاد مؤسساتی که در آینده به ادامهٔ وظایف محولهٔ ایادیان به‌خصوص در دو زمینهٔ انتشار آیین بهائی و حفظ وحدت آن بپردازند امکان‌پذیر است. در این مسیر برای تداوم ایفای این وظایف، بیت‌العدل اعظم به‌تدریج دو مؤسسهٔ جدید ایجاد کرد: هیئت‌های مشاورین قاره‌ای و دارالتبلیغ بین‌المللی. و در پیام ۱۳۵۵ شمسی ادامهٔ وظایف ایادیان امرالله را برای بهائیان تشریح نمود. در این پیام آمده‌است که به واسطهٔ وظایف مهمی که شوقی افندی به ایادیان محول کرده بود بیت‌العدل اعظم صلاح ندانسته‌است که ایادیان به انتصاب یا انتخاب برای خدمت در مؤسسات اداری بهائی دعوت شوند. با رهایی ایادیان از امور اداری بهائی، بیشتر وقتِ آن‌ها صرف تشویق و ترغیب و تربیت و آموزش در جهان بهائی شد.

### هیئت‌های مشاورین قاره‌ای در امر بهائی
مؤسسهٔ مشاورین توسط بیت‌العدل اعظم در سال ۱۳۴۷ شمسی (۱۹۶۸ میلادی) تأسیس گردید که در ادامهٔ اجرای وظایف ایادیان امرالله شروع به ادارهٔ هیئت‌های معاونت در سطح قاره‌ای یا شبه‌قاره‌ای کرد. تا سال ۱۳۶۴ شمسی پنج هیئت قاره‌ای و جمعاً ۷۲ نفر مشاور قاره‌ای مشغول به خدمت شدند و تعداد اعضای هیئت‌های معاونت به ۶۲۲ رسید. بیت‌العدل اعظم، هر پنج سال، ۸۱ مشاور را در سراسر جهان برمی‌گزینند که در پنج هیئت قاره‌ای به فعالیت مشغول هستند. اعضای این هیئت‌ها نیز به نوبهٔ خود، اعضای هیئت‌های معاونت را برای خدمت در نواحی جغرافیایی مشخصی در آن قاره منصوب می‌کنند. مشاورین به همراه اعضای هیئت‌های معاونت و مساعدین آن‌ها برای تحرّک بخشیدن به رشد و سرزندگی جامعهٔ بهائی فعالیت می‌نمایند و رشد حیات روحانی، فکری و اجتماعی آن را ارتقا می‌دهند. مشاورین قاره‌ای واجد شرایط هیچ مقام انتخابی نیستند مگر به عضویت بیت‌العدل اعظم که به انتخاب بهائیان جهان تعیین می‌شوند. در این صورت از عضویت هیئت مشاورین خارج می‌گردند.

### وظایف مؤسسهٔ مشاورین
از وظایف این مؤسسه به‌طور کلی دو وظیفهٔ گسترش آموزه‌های بهائی و حفظ همبستگی جامعهٔ بهائیان که از وظایف ایادیان امرالله بود می‌توان نام برد. اعضای این مؤسسه هیچ‌گونه اختیار تقنینی، اجرایی و قضایی ندارند. آن‌ها علاوه بر راهنمایی محافل روحانی، مشوق اقدام هستند، ابتکارات فردی را ترویج می‌دهند و یادگیری را در جامعهٔ بهائی به عنوان یک اصل اساسی ارتقاء می‌بخشند. مؤسسهٔ مشاورین، نقشی حیاتی در پیشبرد مصالح آیین بهائی ایفا می‌کند و بر حیات جامعهٔ بهائی از تودهٔ مردم تا سطح بین‌المللی تأثیر می‌گذارد. نقطهٔ تمرکز اعضای مؤسسهٔ مشاورین، توان‌افزایی جامعهٔ بهائی برای طرح‌ریزی برنامه‌های سیستماتیک، پیاده‌سازی آن‌ها با تمام قوا و یادگیری از تجربه‌ها در مسیر بنای آن تمدن جهانی است که بهاءالله ترسیم نموده‌است. مشاورین، عشق و ایقان را در قلوب اعضای جامعهٔ بهائی تقویت می‌نمایند، پیوندهای دوستی و وحدت را مستحکم می‌سازند، اصول و معیارهای اخلاقی مندرج در تعالیم بهائی را ترویج می‌دهند و افق بینش اعضای جامعه را وسعت می‌بخشند تا افراد بتوانند توان و نیروی خود را وقف سعادت و رفاه نوع انسان نمایند.

### دارالتبلیغ بین‌المللی
چند سال پس از ایجاد مؤسسهٔ مشاورین قاره‌ای، بنا بر تصمیم بیت‌العدل اعظم، دارالتبلیغ بین‌المللی در سال ۱۳۵۲ شمسی (۱۹۷۳) با انتصاب هفت مشاور مخصوص و عضویت دائمی تمام ایادیان امرالله در آن، در مرکز جهانی بهائی در حیفا تأسیس شد. در این مقام ایادیان امرالله علاوه بر جلسات مخصوص خود، هم به صورت انفرادی و هم گروهی جلسات مشاورهٔ مشترک با بیت‌العدل داشتند.
بیت‌العدل، ایجاد این مؤسسه را ثمرهٔ فعالیت‌های هیئت ایادی مقیم مرکز جهانی بهائی دانسته‌است. از مسئولیت‌های این مؤسسه می‌توان به ایجاد مجرای ارتباطی بین بیت‌العدل اعظم و مشاورین قاره‌ای و راهنمایی آنان و کمک در تهیهٔ طرح‌هایی برای انتشار آموزه‌های بهائی نام برد.
عملکرد دارالتبلیغ بین‌المللی خود عمدتاً خصلتی جمعی دارد. این جمع بر پیشرفت جامعهٔ بهائی در سراسر جهان وقوف کامل دارد و نسبت به فرصت‌های رشد، تحکیم بنیان مؤسسات و پیشبرد تلاش‌های جمعی جامعهٔ بهائی همواره آگاهی دارد. دارالتبلیغ بین‌المللی، در این رابطه، توجه مخصوص به توسعهٔ منابع انسانی مبذول می‌دارد و به جامعهٔ بهائی در سراسر جهان کمک می‌کند تا توان‌مندی خود را برای اعطای بصیرت‌های روحانی، دانش، مهارت‌ها و توانایی لازم برای خدمت مؤثر به بشریت در اختیار تعداد روزافزونی از مردمان قرار دهد. نُه نفر عضو دارالتبلیغ بین‌المللی، بلافاصله پس از جلسهٔ مشاورهٔ بین‌المللی بهائی برای دوره‌ای پنج ساله توسط بیت‌العدل اعظم تعیین می‌گردند.
نظم اداری بهائی، در تعامل میان فعالیت‌های محفل‌های روحانی و مشاورین، اختیارات تقنینی، اجرایی و قضایی را به هیئت‌های انتخابی می‌سپارد اما در عین حال، هیئت‌های انتخابی را از حکمت و تجربهٔ مشاورین انتصابی محروم نمی‌سازد. در حقیقت، نظم اداری بهائی این نکته را تصدیق و تأیید می‌نماید که مشاورین و معاونین آن‌ها علاوه بر ترویج پایبندی به اصول بهائی در میان افراد، مؤسسات و جوامع بهائی، از کفایتی ویژه برای راهنمایی محفل‌های روحانی در زمینهٔ اقداماتشان برخوردار هستند.